# 小倉昌浩
小倉 昌浩（おぐら まさひろ、1962年3月11日 - ）は、兵庫県神戸市出身の日本のギタリスト、作曲家、編曲家。

## 来歴
中学生の頃、当時大全盛だったフォークソングブームに興味を持ちギターを始める。その後プログレッシブ・ロック、ハードロック、ジャズ、フュージョン等の多様なバンド活動を経て1988年に活動の場を東京に移し、ギタリストとして様々なアーティストのステージ・サポートやレコーディング・セッションに参加しつつ、NHK等でドラマ音楽作曲家として活動していた桑原研郎に師事する。クラシック音楽からジャズ、フュージョン、ケルト音楽、ブラジル音楽、ジプシー等の民族音楽、 テクノや環境音楽といった幅広い音楽性と知識を持った作曲家・編曲家として活動中。J-ファンク、R&Bバンド 「SOYSOUL」のメンバー。 
2015年1月には、この10年の番組テーマ音楽を中心に、新たに書き下ろし曲を収録し集大成した1stアルバム『Dreamin' and Devotion』を発売。 

## 作品
- ハイビジョン特集 メトロポリタン美術館（NHK BSプレミアム）
- DVD 永平寺　修行の四季 / 104歳の禅師（NHK）
- あの日 昭和20年の記憶（NHK衛星第2）
- おはなしのくに アラジンと魔法のランプ（NHK教育）
- 芸術劇場（NHK）
- 双方向解説・そこが知りたい!（NHK総合）
- 見える歴史（聖武天皇・行基、鑑真、ペリー、歌川広重、紫式部 等、他多数）（NHK教育）
- ニュースハイライト2009 「チェンジが来た!?」（NHK）
- NHK高校講座（NHK教育）
- 週刊こどもニュース（NHK総合）
- NHKとっておきサンデー（NHK総合）
- くらし☆解説（NHK総合）
- 解説スタジアム（NHK総合）
- NHK高校講座 国語総合（NHK教育）
- NHK手話ニュース（NHK教育、2011年4月 - 現在）
- NHK手話ニュース845（NHK教育、2011年4月 - 現在）
- 週間手話ニュース（NHK教育、2011年4月 - 現在）
- こども手話ウイークリー（NHK教育、2018年4月 - 現在）
- アレジオン10 TVCM（エスエス製薬）

## 主なサポートアーティスト
- aiko
- 鬼束ちひろ
- 郷ひろみ
- ゴスペラーズ
- 篠原涼子
- 鈴木雅之
- 中森明菜
- 中山美穂